# زبينيك زيمان
زبينيك زيمان (بالتشيكية: Zbyněk Anthony Bohuslav Zeman)‏ كان مؤرخ بريطاني من أصل تشيكي.أرخ تاريخ وسط وشرق أوروبا في القرن 20 عمل استاذا في جامعات سانت اندروز، لانكستر، أكسفورد وبراغ. وقد عمل أيضا لمجلة الإيكونوميست ومنظمة العفو الدولية ومن بين العديد من منشوراته:
- ربيع براغ: تقرير عن تشيكوسلوفاكيا 1968
- صنع وكسر أوروبا الشيوعي
- ملاحقته من قبل الدب: صنع أوروبا الشرقية